# Аннелізе Кюпперс
Аннелізе Кюпперс (нім. Anneliese Küppers, 6 серпня 1929 — 24 вересня 2010) — німецька вершниця.
Срібна призерка Олімпійських Ігор 1956 року в командній виїздці.